# Leonardo Sbaraglia
Leonardo Máximo Sbaraglia (ur. 30 czerwca 1970 w Buenos Aires, Argentyna) – argentyński aktor filmowy.

## Życiorys
Urodził się w Buenos Aires jako syn aktorki i nauczycielki teatralnej R. Randon, rozpoczął karierę aktorską w wieku szesnastu lat w kinowym dramacie politycznym Noc ołówków (La Noche de los lápices, 1986). Rok później trafił do popularnej argentyńskiej opery mydlanej Clave de sol (1987-90). Rola Pedra w dramacie Dzikie konie (Caballos salvajes, 1995) przyniosła mu nagrodę specjalną Jury na festiwalu filmowym w Huelva. Za postać Martina w miniserialu Boczny człowiek (El Garante, 1997) odebrał nagrodę Premios Martín Fierro. 
Uznanie krytyków zdobyły także dwie role – gangstera El Nene, nazywanego "Bliźniakiem", w opartym na faktach melodramacie kryminalnym Spalona forsa (Plata quemada, 2000), i Victora, najmłodszego syna Victora w hiszpańskiej rodzinie w dramacie Miasto bez granic (En la ciudad sin límites, 2002), za które był nominowany do nagrody Srebrnego Kondora w Buenos Aires. Z kolei kreacja Tomása, który wyszedł cało z katastrofy samolotowej w dreszczwcu Intacto (2001) została uhonorowana nagrodą hiszpańską Goya. 
W 2007 roku otrzymał nominację do nagrody Goya jako najlepszy drugoplanowy aktor za rolę Jesúsa Irurre w dramacie Salvador (Salvador (Puig Antich), 2007) u boku Daniela Brühla.
W 1996 poznał argentyńską rzeźbiarkę Guadalupe Marin, którą poślubił w 2001 roku. Mają córkę Julię (ur. 2005).

## Wybrana filmografia
- 1986: Noc ołówków (La noche de los lápices) jako Daniel
- 1987-1990: Clave de sol
- 1995: Dzikie konie (Caballos salvajes) jako Pedro
- 1997: Boczny człowiek (El Garante) jako Martin Mondragon
- 2000: Spalona forsa (Plata quemada) jako El Nene
- 2001: Intacto jako Tomás
- 2002: Miasto bez granic (En la ciudad sin límites) jako Victor
- 2003: Carmen jako José
- 2007: Salvador (Salvador (Puig Antich)) jako Jesús Irurre
- 2008: Dziennik nimfomanki (Diario de una ninfómana) jako Jaime
- 2009: Epitafia (Epitafios)
- 2012: Red Lights jako Leonardo "Leo" Palladino
- 2012-: En terapia (W terapii) jako Martín
- 2014: Dzikie historie (Relatos salvajes) jako Diego Iturralde
- 2016: Al final del túnel jako Joaquín
- 2019: Ból i blask (’’Dolor y gloria’’) jako Federico